# 九州配電
九州配電株式会社（きゅうしゅうはいでん かぶしきがいしゃ）は、太平洋戦争中の1942年（昭和17年）から戦後の1951年（昭和26年）にかけて、九州7県と沖縄県を配電区域として営業していた電力会社である。配電統制令に基づき日本全国に設立された配電会社9社のうちの一つで、九州電力の前身にあたる。
本店は福岡市。1942年4月に九州本島の中核電力会社4社を統合して設立され、翌年2月までに沖縄県を含む管轄地域の配電事業をすべて吸収し、九州本島の発送電事業を統合した日本発送電と当該地域の電気事業を分掌した。ただし戦後、アメリカ合衆国の施政権下となった奄美・沖縄での営業は喪失した。
1951年5月、電気事業再編成令により解散。解散と同時に、九州配電と日本発送電九州支店の事業を引き継ぎ、九州7県における発・送・配電の一貫経営を担う九州電力が設立された。

## 総説

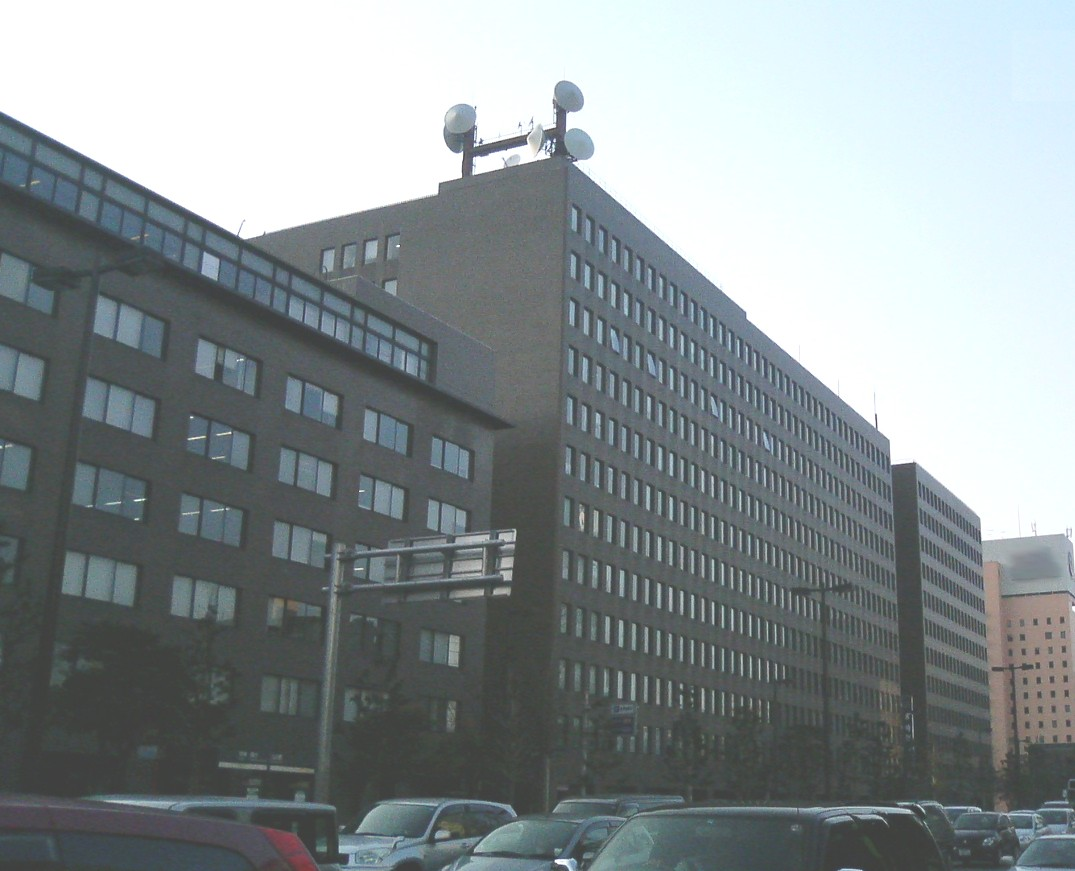
九州配電本店跡に建つ九州電力本店（電気ビル）

「配電統制令」（昭和16年8月30日勅令第832号）に規定された、国家総動員法に基づく配電統制を実現する目的で配電事業を営む配電株式会社（配電統制令第1条・第24条）の一つ。全国に9社設立された配電株式会社のうち、九州配電は福岡県・佐賀県・長崎県・熊本県・大分県・宮崎県・鹿児島県・沖縄県の8県を配電区域とした（定款第33条）。
配電統制令公布・施行後の1941年（昭和16年）9月、配電統制令に基づく逓信大臣の九州配電株式会社設立命令が九州水力電気・九州電気（旧熊本電気）・日本水電・東邦電力の4社を対象に下る。この4社により九州配電の設立準備が進められ、翌1942年（昭和17年）3月30日に福岡市教育会館にて創立総会開催、同年4月1日、4社統合により九州配電株式会社が設立されるに至った。設立当時の資本金は2億3000万円（全額払込済み）。本店は福岡県福岡市に置いた。
設立の時点においては、4社の統合（第1次統合）を実施したのみで管轄地域の配電統制を全面的に実現したわけではなかったが、それでも事業全体の約90パーセントの統合を達成していた。残存配電事業の統合（第2次統合）は1942年11月1日と翌1943年（昭和18年）2月1日の2度に分けて実施され、任意譲渡や配電統制令第26条に基づく命令譲渡の形で47の事業を統合した。第2次統合の対象には沖縄電気など沖縄県の事業者も含まれており、この統合に伴って九州配電は沖縄県でも事業を開始している。第2次統合完了後、九州・沖縄の電気事業者は九州配電と発電専業の事業者のみとなった。
電力国家管理体制の下では、全国規模で発電・送電事業を受け持つ日本発送電が九州でも発電・送電部門を分掌し、九州配電が配電部門を担当した。ただし九州配電が発送電部門を一切持たなかったわけではなく、小規模施設により部分的に発送電部門に携わった。特に沖縄を含む離島の発電所は日本発送電に引き継がれなかったため、多くの離島では九州配電が発送電・配電一貫経営を行っていた。太平洋戦争終戦により、離島のうちアメリカ合衆国の施政権下に入った沖縄県と鹿児島県大島郡（奄美群島）における事業を喪失する。
戦後の1950年（昭和25年）11月、電力国家管理体制の廃止と電気事業の再編成を目的とする「電気事業再編成令」（昭和25年11月24日政令第342号）が公布された。同令により日本発送電と九州配電を含む配電会社9社の解散が決定。九州では、九州7県を供給区域とする発・送・配電一貫経営の民間電力会社を新設し、対象地域の施設を日本発送電と配電会社から引き継ぐこととなった。1951年（昭和26年）5月1日、電気事業再編成が実行に移され、九州では日本発送電九州支店と九州配電の業務を引き継ぎ九州電力株式会社が発足した。

## 配電統制の過程

### 九州における電気事業の発達

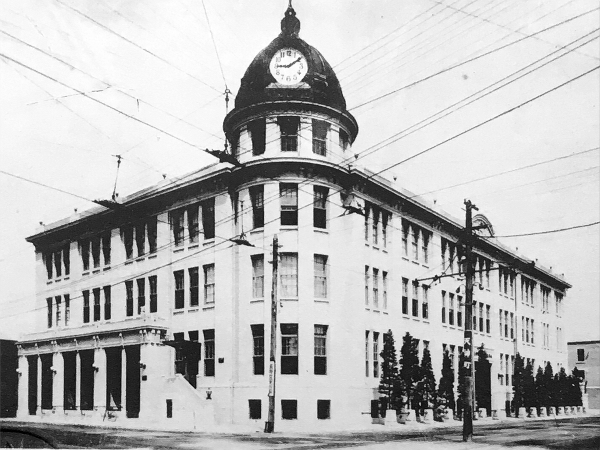
福岡天神の九州電灯鉄道本社

1891年（明治24年）7月1日、熊本市で熊本電灯（後の熊本電気）が開業し九州で電気供給事業が始まる。その後1893年（明治26年）に長崎市の長崎電灯、1897年（明治30年）に福岡市の博多電灯（後の九州電灯鉄道）、1898年（明治31年）に鹿児島市の鹿児島電気、という順番で相次いで電気事業が開業し、電気の利用が徐々に広まっていった。1904年（明治37年）までに開業した事業者は福岡・長崎・熊本・大分・鹿児島の5県で11社にのぼる。
日露戦争後に全国的な電気事業ブームが訪れると新規開業は一層増加し、宮崎県と佐賀県でも1907年（明治40年）から翌年にかけて電気事業が開業した。こうして九州全県に電気事業が出現し、加えて1910年（明治43年）には沖縄県で沖縄電気が開業した。
大正時代に入ると、博多電灯を前身とする九州電灯鉄道と、1911年（明治44年）に設立された新興の九州水力電気の2社が相次ぐ事業統合によって北部九州で勢力を拡大し、北九州では北九州工業地帯を地盤とする九州電気軌道が台頭、熊本県では熊本電気が積極的な水力開発で県内大部分に浸透して、これらの4社が九州の中核電力会社へと発展した。4社のうち九州電灯鉄道は1922年（大正11年）に関西電気（旧・名古屋電灯）と合併して東邦電力となり資本金1億円超の大企業となるが、合併とともに本社は福岡市ではなく東京へ移った。一方九州水力電気は本社を東京に構えていたが、1931年（昭和6年）に福岡市内へ移している。また昭和期には日本窒素肥料系の日本水電が鹿児島県内で事業を拡大して中核電力会社に加わった。
こうして東邦電力・九州水力電気・九州電気軌道・熊本電気・日本水電の5社が中核電力会社へと発展し、中規模事業者の多くがこれら中核会社の傘下となって寡占化が進んだが、一方で山間部や島嶼部を中心に小規模・零細事業者も数多く存在した。1938年（昭和13年）時点では、供給力100キロワット以上1,000キロワット未満の小規模事業者は26事業者、供給力100キロワット未満の零細事業者は28事業者に及んでおり、大分・鹿児島・長崎の3県に特に多かった。

### 配電統制前の状況
日中戦争後の1938年3月に電力管理法が成立し、翌1939年（昭和14年）4月に日本発送電が発足、政府が日本発送電を通じて全国の電力を管理するという電力国家管理の時代が始まった。九州地方では東邦電力など7社が日本発送電へ指定の設備を出資している。こうして政府主導の事業再編が進む一方で電力会社主導による再編もこの時期全国的に相次ぎ、そのうち九州では1937年から1940年にかけて東邦電力が5、九州水力電気が15、熊本電気が5、日本水電が1つの電気事業をそれぞれ統合した。九州水力電気が統合した電気事業には九州電気軌道も含まれており、同社は以後供給事業を失って交通事業専業となり、1942年（昭和17年）には西日本鉄道（西鉄）となっている。
こうした再編を経た1941年（昭和16年）時点でも沖縄県を除く九州7県の電気事業者は民営37・公営12（大口電力供給専門の事業者を除く）に及んでいた。これらのうち電灯10万灯以上を供給するのは東邦電力・九州水力電気・九州電気（旧熊本電気）・日本水電の4社だけで、10万灯未満1万灯以上の事業者も民営では福岡県の幸袋工作所・九州鉄道、長崎県の五島電灯、熊本県の日本窒素肥料、大分県の豊後電気・森水力電気、鹿児島県の加治木電気・大島電気の8社、公営では宮崎県の都城市営・南那珂郡十六ヶ町村組合経営の2事業に限られる。従って7割以上の事業者が電灯数1万灯未満の小規模・零細事業者であり、最も小さい湯島電気（熊本県）に至っては電灯数433灯・年間収入4千円という規模であった。
沖縄県では、沖縄電気に加えて大正期に宮古電気・名護電灯、昭和期に八重山電気がそれぞれ開業していた。会社規模は沖縄電気が最大であり1938年時点で電灯4万灯を供給していたが、他の3社はいずれも1万灯未満と小規模であった。
1941年4月になって九州水力電気が大分県の森水力電気・蒲江水力電気の2社から事業を譲り受けた。よって配電統制では、九州7県の47事業者に沖縄県の4事業者を加えた計51事業者を順次九州配電へと統合していくことになる。

### 配電統制第1次統合
1941年9月6日、政府は全国の対象電気事業者に対して配電株式会社の設立命令を一斉に発令した。同年9月20日付官報公告の設立命令書によると、九州7県・沖縄県を配電区域とする「九州配電株式会社」の設立を命ぜられたのは、九州水力電気・九州電気・日本水電・東邦電力の4社である。いずれも配電統制令第2条に基づく命令であり、4社のうち九州水力電気・九州電気の2社が「配電株式会社と為るべき株式会社」（いわゆる指定会社）、日本水電・東邦電力の2社が「電気供給事業設備を出資すべき者」に分類され、特に後者についてはその出資すべき電気供給事業設備の範囲が明示された。また4社のうち東邦電力は九州配電以外にも中部配電・関西配電・四国配電の設立を命ぜられている。
これら受命者4社の概要は以下の通り。
| 受命者名           | 本社所在地               | 資本金 （払込資本金）           | 供給区域 |
| ------------------ | ------------------------ | ------------------------------- | --- |
| 九州水力電気（株） | 福岡県福岡市大字庄       | 1億110万2300円 （8901万9050円） | 福岡県・大分県・宮崎県・熊本県（一部） 主な都市は門司・小倉・若松・戸畑・八幡・直方・飯塚・大分・別府・中津・日田・佐伯・宮崎・延岡 |
| 九州電気（株）     | 熊本県熊本市紺屋今町     | 7920万円 （5703万6500円）       | 熊本県・大分県（一部）・長崎県（一部）・鹿児島県（一部）・宮崎県（一部） 主な都市は熊本・八代・人吉・島原・鹿児島                   |
| 日本水電（株）     | 鹿児島市武町             | 2000万円 （1487万円）           | 鹿児島県 主な都市は川内・鹿屋 |
| 東邦電力（株）     | 東京市麹町区丸ノ内一丁目 | 2億6000万円 （全額払込）        | 九州では福岡県・佐賀県・長崎県・熊本県（一部） 主な都市は福岡・久留米・大牟田・佐賀・唐津・長崎・佐世保・諫早・大村                 |

これら4社の統合（第1次統合）によって1942年（昭和17年）4月1日、九州配電は設立された。
設立時の資本金は2億3000万円（全額払込済み）。総株数は460万株で、うち3万180株（全体の0.7%・払込総額150万9000円）のみ公募され、残りは統合事業資産の対価として統合4社に交付された。各社への割当株数は、九州水力電気が213万6457株（46.4%・1億682万2850円）、九州電気が121万8294株（26.5%・6091万4700円）、日本水電が30万8219株（6.7%・1541万950円）、東邦電力が90万6850株（19.7%・4534万2500円）。九州配電設立の結果、九州水力電気・九州電気は指定会社のため設立と同時に消滅し、設備を出資した日本水電は同年4月30日付、東邦電力は4月1日付でそれぞれ解散して、いずれも姿を消した。

### 配電統制第2次統合（第1順位）
1942年4月1日付の第1次統合に続いて、同年11月1日付で第2次統合のうち第1順位の19事業を統合した。第2次統合では会社経営の事業のみならず市町村営などの公営事業も含まれる。このとき統合した配電事業者とその概要は以下の通り。
| 事業者名                       | 所在地                   | 資本金   | 供給区域 |
| ------------------------------ | ------------------------ | -------- | --- |
| 北山村（公営）                 | 佐賀県小城郡北山村       | -        | 佐賀県小城郡北山村 佐賀県佐賀郡小関村 |
| 五島電灯（株）                 | 熊本県人吉市             | 30万円   | 長崎県南松浦郡福江町ほか12町村 |
| 西彼電気（株）                 | 長崎県西彼杵郡瀬戸町     | 24万円   | 長崎県西彼杵郡瀬戸町ほか9村 |
| 野母電灯（株）                 | 長崎県長崎市             | 8万円    | 長崎県西彼杵郡野母村ほか6村 |
| 内海電気（株）                 | 長崎県西彼杵郡長浦村     | 5万円    | 長崎県西彼杵郡長浦村ほか2村 |
| 黒瀬電灯（株）                 | 長崎県西彼杵郡黒瀬村     | 2万円    | 長崎県西彼杵郡黒瀬村 |
| 下波佐見村（公営）             | 長崎県東彼杵郡下波佐見村 | -        | 長崎県東彼杵郡下波佐見村 |
| 日本窒素肥料（株）             | 大阪市北区               | 2億円    | 熊本県葦北郡水俣町・久木野村 熊本県球磨郡五木村                                                                                               |
| 旭ベンベルグ絹糸（株）         | 大阪市北区               | 4600万円 | 熊本県阿蘇郡草部村ほか2村 |
| 北天草電気（株）               | 熊本県天草郡富岡町       | 20万円   | 熊本県天草郡富岡町ほか9村 |
| 湯島電気（株）                 | 不明                     | 不明     | 熊本県天草郡湯島村 |
| 豊後電気（株）                 | 大分県西国東郡西真玉村   | 50万円   | 大分県東国東郡国東町ほか3村 大分県西国東郡西真玉村ほか6村 大分県宇佐郡安心院町ほか9村 大分県速見郡山浦村ほか2村 大分県下毛郡深耶馬溪村ほか3村 |
| 田染水力電気（株）             | 大分県西国東郡田染村     | 20万円   | 大分県西国東郡田染村ほか2村 |
| 東豊電気（株）                 | 大分県東国東郡竹田津町   | 20万円   | 大分県東国東郡竹田津町ほか3村 大分県西国東郡香々地町ほか1村                                                                                   |
| 上井田水力電気（株）           | 大分県大野郡上井田村     | 10万円   | 大分県大野郡上井田村ほか2町村 |
| 大野水力電気（株）             | 大分県大野郡犬飼町       | 20万円   | 大分県大野郡井田村ほか3村 |
| 大入島電気（株）               | 大分県佐伯市             | 5万円    | 大分県南海部郡大入島村 |
| 南那珂郡十六ヶ町村組合（公営） | 宮崎県南那珂郡飫肥町     | -        | 宮崎県南那珂郡内16町村 |
| 加治木電気（株）               | 鹿児島県姶良郡加治木町   | 75万円   | 鹿児島県姶良郡加治木町ほか4町村 鹿児島県薩摩郡入来村ほか1村                                                                                   |

以上19事業のうち、配電統制令第26条第1項に基づく命令譲渡の形で統合されたのは南那珂郡十六ヶ町村組合営のみで、他は任意譲渡の形をとった。また統合対象に日本窒素肥料（現・チッソ）・旭ベンベルグ絹糸（現・旭化成）という大手メーカーが含まれるが、九州配電が両社から引き受けたのは兼営の配電事業のみである。

### 配電統制第2次統合（第2順位）
続いて1943年（昭和18年）2月1日付で第2次統合のうち第2順位の28事業を統合した。このとき統合した配電事業者とその概要は以下の通り。
| 事業者名             | 所在地                   | 資本金   | 供給区域                                                                         |
| -------------------- | ------------------------ | -------- | -------------------------------------------------------------------------------- |
| 西日本鉄道（株）     | 福岡県福岡市             | 5000万円 | 福岡県三井郡北野町ほか12村 福岡県朝倉郡馬田村ほか1村 佐賀県三養基郡基里村ほか1村 |
| （株）幸袋工作所     | 福岡県嘉穂郡幸袋町       | 150万円  | 福岡県飯塚市 福岡県嘉穂郡幸袋町ほか3町村 福岡県鞍手郡小竹町                      |
| 壱岐電灯（株）       | 長崎県壱岐郡田河村       | 20万円   | 長崎県壱岐郡田河村ほか9町村                                                      |
| 宇久電気（株）       | 長崎県北松浦郡平町       | 10万円   | 長崎県北松浦郡平村・神浦村                                                       |
| 奈良尾電灯（株）     | 長崎県南松浦郡奈良尾村   | 5万円    | 長崎県南松浦郡奈良尾村                                                           |
| 対馬電気（株）       | 長崎県上県郡佐須奈村     | 10万円   | 長崎県上県郡佐須奈村ほか2村                                                      |
| 南対馬電気（株）     | 長崎県下県郡豆酘村       | 2万円    | 長崎県下県郡豆酘村                                                               |
| 崎戸町（公営）       | 長崎県西彼杵郡崎戸町     | -        | 長崎県西彼杵郡崎戸町                                                             |
| 香焼村（公営）       | 長崎県西彼杵郡香焼村     | -        | 長崎県西彼杵郡香焼村                                                             |
| 上波佐見町（公営）   | 長崎県東彼杵郡上波佐見町 | -        | 長崎県東彼杵郡上波佐見町 佐賀県西松浦郡有田村 佐賀県杵島郡中通村                 |
| 生月町（公営）       | 長崎県北松浦郡生月町     | -        | 長崎県北松浦郡生月村                                                             |
| 奈留島村（公営）     | 長崎県南松浦郡奈留島村   | -        | 長崎県南松浦郡奈留島村                                                           |
| 姫島電気（株）       | 大分県東国東郡姫島村     | 5万円    | 大分県東国東郡姫島村                                                             |
| 都城市（公営）       | 宮崎県都城市             | -        | 宮崎県都城市                                                                     |
| 薩摩電気（株）       | 鹿児島県薩摩郡下甑村     | 12万円   | 鹿児島県薩摩郡下甑村ほか2村                                                      |
| 屋久島水力電気（株） | 熊本県熊本市             | 17万円   | 鹿児島県熊毛郡上屋久村                                                           |
| 種子島水力電気（株） | 広島県広島市             | 30万円   | 鹿児島県熊毛郡西之表町・中種子町                                                 |
| 大島電気（株）       | 鹿児島県大島郡名瀬町     | 35万円   | 鹿児島県大島郡名瀬町ほか2村                                                      |
| 古仁屋水電（株）     | 鹿児島県大島郡古仁屋町   | 10万円   | 鹿児島県大島郡古仁屋町                                                           |
| 大徳水電（株）       | 東京市麹町区             | 50万円   | 鹿児島県大島郡天城村ほか3村                                                      |
| 北大島電気（株）     | 岡山県岡山市             | 20万円   | 鹿児島県大島郡龍郷村・笠利村                                                     |
| 頴娃村（公営）       | 鹿児島県揖宿郡頴娃村     | -        | 鹿児島県揖宿郡頴娃村・今和泉村 鹿児島県川辺郡知覧町                              |
| 吉田村（公営）       | 鹿児島県鹿児島郡吉田村   | -        | 鹿児島県鹿児島郡吉田村                                                           |
| 知名村（公営）       | 鹿児島県大島郡知名村     | -        | 鹿児島県大島郡知名村・和泊町                                                     |
| 沖縄電気（株）       | 沖縄県那覇市             | 72万円   | 沖縄県那覇市・首里市 沖縄県島尻郡糸満町ほか7村 沖縄県中頭郡浦添町ほか6村         |
| 名護電灯（株）       | 沖縄県国頭郡名護町       | 20万円   | 沖縄県国頭郡名護町ほか3村                                                        |
| 宮古電気（株）       | 沖縄県宮古郡平良町       | 6万円    | 沖縄県宮古郡平良町                                                               |
| 八重山電気（株）     | 沖縄県八重山郡石垣町     | 20万円   | 沖縄県八重山郡石垣町・大浜町                                                     |

以上28事業のうち、配電統制令第26条第1項に基づく命令譲渡の形で統合されたのは西日本鉄道・崎戸町営・香焼村営・上波佐見町営・生月町営・都城市営・頴娃村営・吉田村営の8事業で、他は任意譲渡の形をとった。統合対象のうち西日本鉄道は1942年9月に九州電気軌道が福岡県下の鉄道会社を統合して発足したもので、合併に参加した九州鉄道から旧三井電気軌道由来の電気供給事業を引き継ぎ、この兼営配電事業を九州配電へ引き渡した。同じく統合対象となった幸袋工作所は筑豊所在の産業機械メーカーで（2003年3月末解散）、会社の「電気部」の事業を九州配電へ譲渡した。
第2次統合の完了をもって九州地方における配電事業統合は終結し、並行して行われていた日本発送電への統合もあって同地方から九州配電・日本発送電以外の電気事業者は原則として消滅した。例外は発電専業の事業者で、港発電所を運転する九州火力発電（1945年日本発送電へ統合）と、石河内第一発電所を建設した宮崎県の2つに限られる。

## 配電区域
第2次統合完了後の九州配電の配電区域は、福岡県・佐賀県・長崎県・熊本県・大分県・宮崎県・鹿児島県・沖縄県の8県である。設立命令書が指定する配電区域も同様で、他の地域の配電会社にみられるような「当分の間」府県境によらない配電区域境界線を設けるといった措置はない（北海道配電も同様）。
区域中、沖縄県と鹿児島県大島郡は太平洋戦争終戦に伴いアメリカ合衆国の施政権下となったことから事実上供給区域から削除された。従って1951年の電気事業再編成により九州配電を引き継ぎ発足した九州電力では、沖縄県を除いた九州7県のみが供給区域とされた。その後大島郡には大島電力が設立され、日本返還後も九州電力と分立した状態が続いたが1973年（昭和48年）に同社へ吸収されている。
一方沖縄県にあたる地域では、琉球電力公社が琉球列島米国民政府系の特殊法人として設立され、沖縄返還に伴う同県の再発足によって沖縄電力が同公社の事業を引き継ぐ形で設立されていることから、かつての九州配電区域は九州電力と沖縄電力の2社に事実上分割されている。
またこうした地域以外にも九州配電による給電が行われておらず、電気のない生活を送る地域が山間僻地や離島に点在していた。こうした地域に給電が及ぶのは農山漁村電気導入促進法（1952年）や離島振興法（1953年）が公布された九州電力発足後のことである。